# Mícale

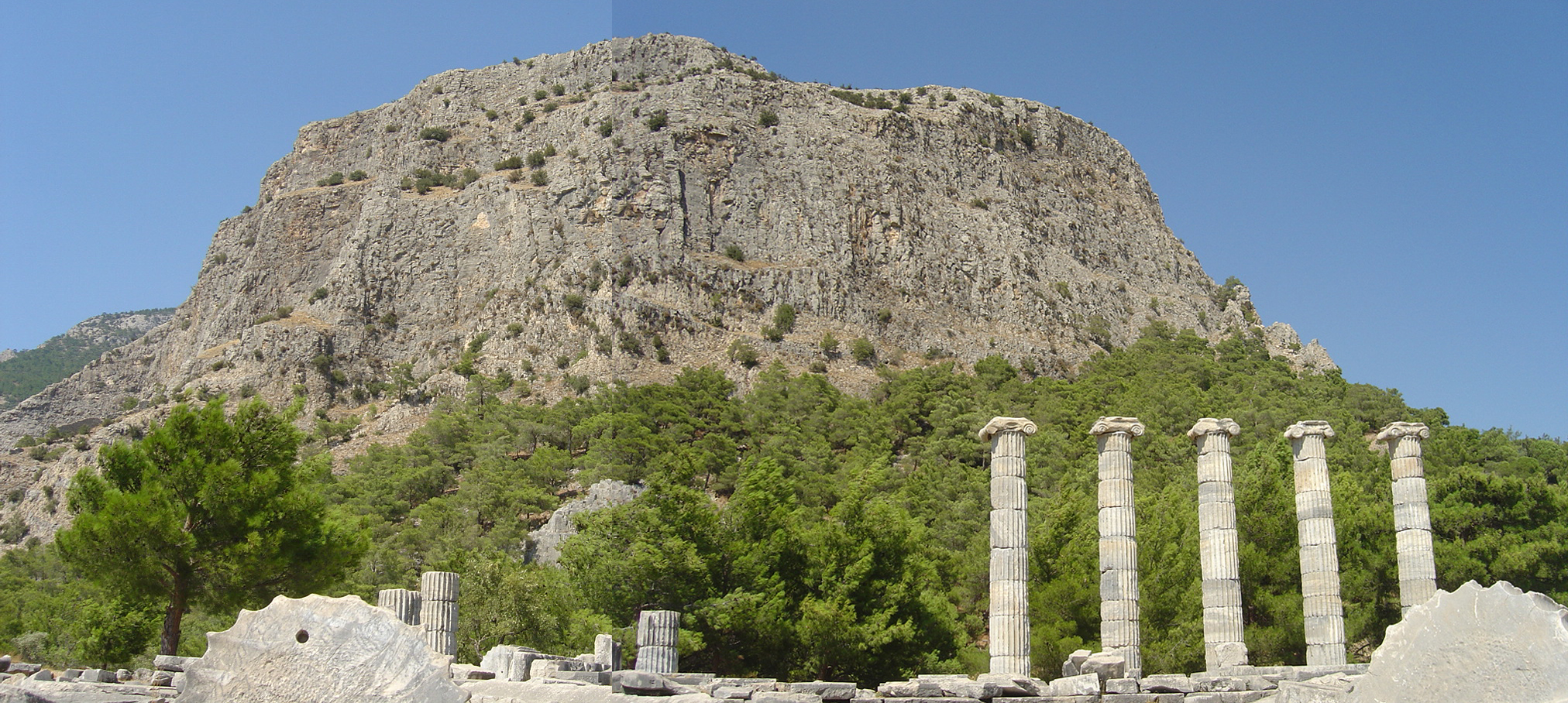
Priene, al peu de la muntanya Mícale

Mícale (grec antic: Μυκάλη, llatí: Mycale) és la branca més occidental de les muntanyes Mesogis de Lídia, que avui en turc es diuen Samsun Daği. La formació muntanyosa s'acaba al promontori anomenat Trogylion, que després es va conèixer com a cap de Santa Maria, que entra a la mar just enfront de l'illa de Samos, de la que queda separada per un canal estret de 7 estadis d'amplada.
En aquest canal, al peu del mont Mícale, els perses van ser derrotats decisivament l'any 479 aC pels grecs, a la coneguda batalla de Mícale. Probablement a la rodalia hi havia una ciutat que es deia Mycale o Mycalessus mencionada per Esteve de Bizanci i Escílax de Carianda, que també esmenten una ciutat anomenada Mícale a Cària.